# Identification à l'agresseur
L' identification à l'agresseur est un mécanisme de défense décrit par Anna Freud en 1936 dans Le Moi et les mécanismes de défense (Das Ich und die Abwehrmechanismen), où cette auteure reprend une expression qu'utilise Sandor Ferenczi en 1932-33.

## Définition et origines de la notion

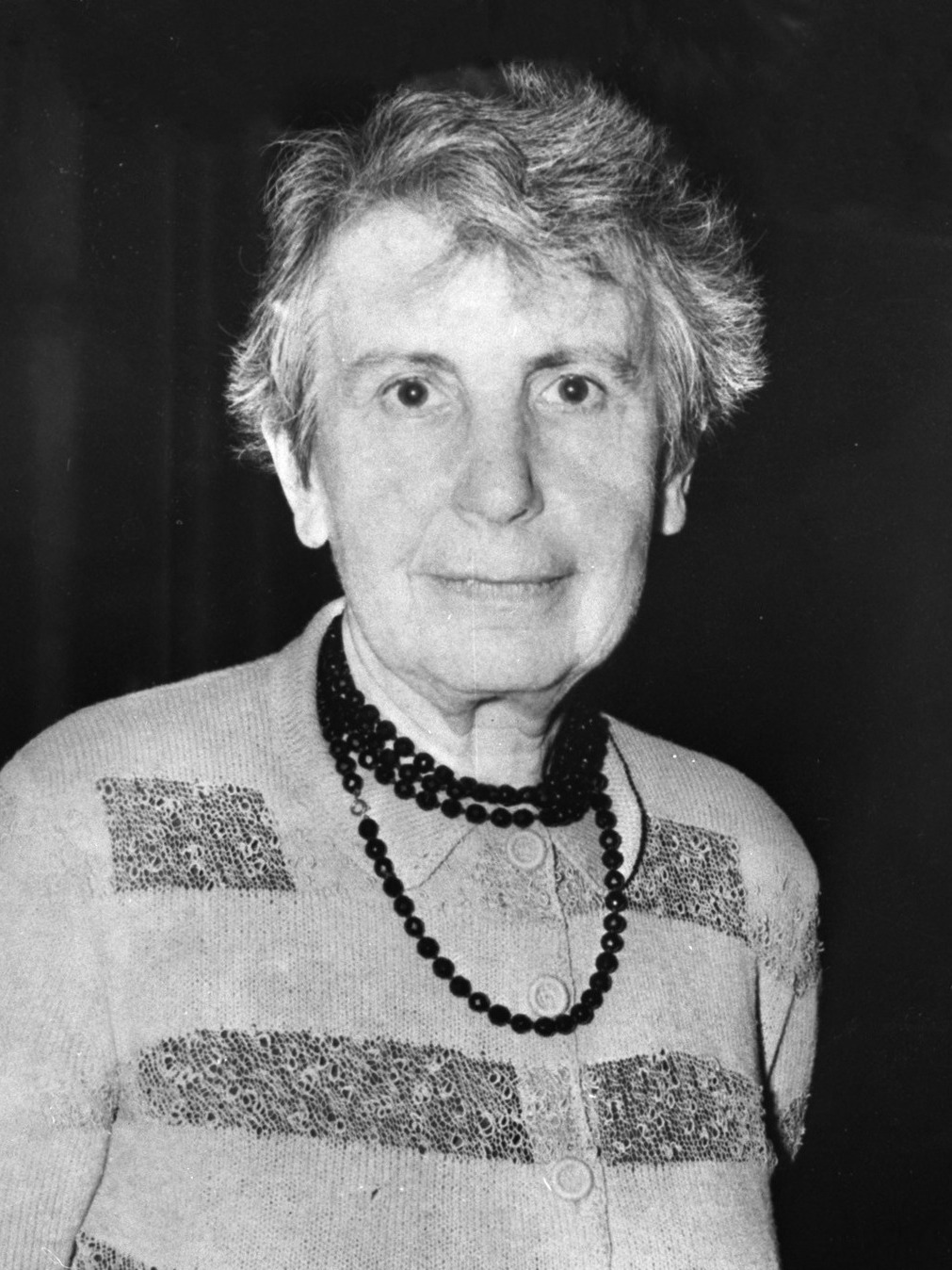
Anna Freud

Anna Freud est la première à décrire et à isoler en tant que concept le mécanisme de défense de l'identification à l'agresseur dans son ouvrage Le Moi et les mécanismes de défense (Das Ich und die Abwehrmechanismen, 1936),. Elle montre comment « ce mécanisme serait prévalent dans la constitution du stade préliminaire du surmoi » : à ce stade, l'agression resterait « dirigée sur l'extérieur », elle ne serait pas encore « retournée contre le sujet sous forme d'autocritique ».
Sans utiliser cette expression d' « identification à l'agresseur » qui sera introduite par Sandor Ferenczi, Freud n'était pas sans en avoir décrit le mécanisme  « à propos de certains jeux de l'enfant » au troisième chapitre d’Au-delà du principe de plaisir (1920). Anna Freud se réfère à l’observation de son père dans cet ouvrage, où celui-ci évoque « une poussée à élaborer psychiquement une expérience impressionnante et à assurer pleinement son emprise sur elle [...] indépendamment du principe de plaisir [...] » : Au cours de son jeu, « l’enfant inflige à un camarade de jeu le désagrément qu’il avait lui-même subi et se venge ainsi sur la personne de son remplaçant ». Les élaborations respectives de la notion d'identification à l'agresseur par Ferenczi en 1932, puis par Anna Freud en 1936 sont différentes, et Anna Freud ne mentionnera pas en 1936 le travail précédent de Ferenczi, « tombé alors en disgrâce ».

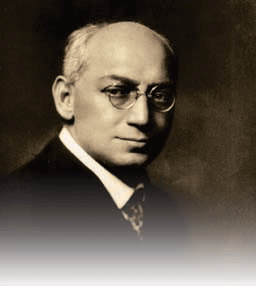
Sandor Ferenczi

Ferenczi recourt à cette expression d'« identification à l'agresseur » dans son texte « Confusion de langue entre l'adulte et l'enfant » (Sprachverwirrung zwischen dem Erwachsenen und dem Kind, 1932-1933)  en lui donnant un sens particulier ayant trait à la notion de  séduction : « Le comportement décrit comme résultat de la peur est une soumission totale à la volonté de l'agresseur ; le changement provoqué dans la personnalité est "l'introjection du sentiment de culpabilité de l'adulte" ». Comme le précise Clara Duchet, c'est en s’identifiant à son agresseur que l’enfant introjecte le sentiment de culpabilité de l’adulte, et place de la sorte « le “jeu” initial sous le joug de la punition ». D'après Jean-Yves Chagnon, Anna Freud reprend le concept introduit par Ferenczi en mettant l'accent sur l'imitation ultérieure, par la victime, des comportements de l'agresseur. La victime va donc internaliser l'agresseur, ses pulsions autant que ses répulsions (son "ça" et son "surmoi"), d'où les vécus de honte qui suivent également le choc. Par rapport aux répercussions de la notion de trauma chez Sandor Ferenczi sur la théorisation d'autres auteurs, Judith Dupont explique comment pour Ferenczi « l'enfant traumatisé, physiquement et psychiquement plus faible, se trouvant sans défense, n'a d'autre recours que de s'identifier à l'agresseur », se soumettre à ses attentes ou à ses lubies, « voire les prévenir, finalement y trouver même une certaine satisfaction ». Pour Jay Frankel, le concept d'identification à l'agresseur chez Ferenczi est foncièrement différent de « la façon plus familière dont Anna Freud utilise ce terme » : il s'agit « de l’élimination par la victime de sa propre subjectivité pour devenir précisément ce que l’agresseur avait besoin qu’elle soit, afin d’assurer sa survie ».
Michèle Bertrand et Geneviève Bourdellon distinguent donc deux formes d'identification à l'agresseur : .

## Description et occurrence du mécanisme
Pour Anna Freud, le comportement observé dans le mécanisme de l'identification à l'agresseur « est le résultat d'un renversement de rôles: l'agressé se fait agresseur ». À un premier stade, « l'ensemble de la relation agressive est renversé: l'agresseur est introjecté, tandis que la personne attaquée, critiquée, coupable, est projetée à l'extérieur ». Dans un deuxième temps, « l'agression se tournera vers l'intérieur, l'ensemble de la relation étant intériorisée ».
Selon Anna Freud, l'identification à l'agresseur peut se produire dans divers contextes: agression physique, critique, etc., et elle peut avoir lieu « après ou avant l'agression redoutée ». Clifford Yorke rapporte des cas d'analyses d'enfants dans la pratique d'Anna Freud où le mécanisme de l'identification à l'agresseur est mis en lumière, dont « une description saisissante » donnée par Jenny Waelder Hall (en) qu'elle supervisait, dans une communication orale avec elle, et le cas d'un petit garçon « au faîte du complexe d'Œdipe »[non neutre]. Comme elle l'a mis en valeur, l'identification à l'agresseur « attire l'attention sur une phase particulière du développement du fonctionnement du Surmoi » : même si la critique extérieure est introjectée, « le lien entre la peur du châtiment et la faute commise n'est pas encore établi dans l'esprit du patient », et dès que la critique est intériorisée, « la faute est donc extériorisée », ce qui implique le mécanisme cette fois de la projection de la culpabilité. Anna Freud a ainsi cette formule : « l'intolérance des autres précède la sévérité envers soi-même ».
Aujourd'hui, dans le domaine de l'agression sexuelle de fait et par rapport au traumatisme chez Ferenczi, Saverio Tomasella propose les formulations « identification à l’agresseur et à l’agression », puis « inclusion de l'agresseur et de l'agression »: la personne violentée internalise le violenteur, son acte et son intention. La haine double la jouissance ; elles sont désormais incluses dans la psyché du sujet.

## Le concept d'identification à l'agresseur dans la théorie psychanalytique
Alain de Mijolla considère que « l'identification à l'agresseur isolée par Anna Freud (1936), puis l'identification projective élaborée par Melanie Klein (1952) ont ouvert la voie à de multiples descriptions de modalités identificatoires qui confirment l'intérêt heuristique » de la notion même d'identification « si difficile à cerner ».
Le concept d'identification à l'agresseur a fait l'objet d'autres élaborations théoriques: dans Le non et le oui (No and Yes, 1957), René Spitz l'utilise pour montrer comment l'enfant parvient à l’étape du « non »,; Daniel Lagache
« relie l’identification à l’agresseur au Moi idéal ». Dans le texte « Pouvoir et personne » (1962), Lagache montre en effet comment l'enfant « s'identifie à l'adulte doté de toute-puissance, ce qui implique la méconnaissance de l'autre, sa soumission, voire son abolition ».
Jean Laplanche et Jean-Bertrand Pontalis s'interrogent en 1967 sur l'articulation du concept d'identification à l'agresseur à l'« identification au rival dans la situation œdipienne », en remarquant cependant que le mécanisme observé ne se situe pas dans le cadre d'une relation triangulaire, mais au fond « duelle », qu'à la suite de Daniel Lagache, ils estiment être « de nature sadomasochique ».

#### Textes de référence
- Sándor Ferenczi, Confusion de langue entre les adultes et l'enfant (Sprachverwirrung zwischen dem Erwachsenen und dem Kind, 1932-1933), Paris, Payot, coll. « Petite Bibliothèque Payot », 2004  (ISBN 9782228899185).
- Anna Freud,  Le Moi et les mécanismes de défense (Das Ich und die Abwehrmechanismen, 1936), Paris, PUF (1949), PUF 2001  (ISBN 2130518346).

#### Études sur le concept
- Michèle Bertrand et Geneviève Bourdellon (dir.), « L'identification à l'agresseur : argument », Revue française de psychanalyse, 2009/1, vol. 73, p. 5-10, dossier « L’identification à l’agresseur », [lire en ligne]
- Clara Duchet, « Sandor Ferenczi, « Confusion de langue entre les adultes et l’enfant. Le langage de la tendresse et de la passion (1933) », in Psychanalyse 4 Œuvres complètes, t. IV : 1927-1933, Payot, 1982, 125-135 », dans : Jean-Yves Chagnon éd., 45 commentaires de textes en psychopathologie psychanalytique, Paris, Dunod, « Psycho Sup », 2012, p. 55-63. DOI : 10.3917/dunod.chagn.2012.02.0055. [lire en ligne]
- Jay Frankel, « La découverte impardonnable de Ferenczi. Comment son concept d'identification à l'agresseur continue à subvertir le modèle thérapeutique de base », Le Coq-héron, vol. no 174, no. 3, 2003, p. 57-70, [lire en ligne].
- Christian Jouvenot, Freud, un cas d'identification à l'agresseur, PUF, 2003.
- J. Laplanche et J.-B. Pontalis, Vocabulaire de la psychanalyse (1967), entrée: « Identification à l'agresseur  », Paris, Puf, 1984,  (ISBN 2 13 0386210) p. 190-191
- Alain de Mijolla, « identification », dans Alain de Mijolla (dir.), Dictionnaire international de la psychanalyse, Paris, Hachette, 2005 (ISBN 201279145X), p. 810-814.
- Clifford Yorke, « identification à l'agresseur », dans Alain de Mijolla (dir.), Dictionnaire international de la psychanalyse, Paris, Hachette, 2005 (ISBN 201279145X), p. 815-816.